# Małgorzata Hohenstauf
Małgorzata Hohenstauf (ur. koniec 1237 r.; zm. 1270 r.) – landgrafina Turyngii.
Małgorzata była córką cesarza Fryderyka II i jego żony Izabeli Plantagenet. W 1242 r. została zaręczona landgrafem Turyngii Albrechtem II. Jako wiano otrzymała Pleißnerland. Ślub nastąpił w 1254 lub 1256 r. Małżonkowie zamieszkali najpierw w Eckartsberga, potem na zamku Wartburg.
Małgorzata i Albrecht mieli czworo dzieci:
- Henryk (ur. 21 marca 1256 r.)
- Fryderyk (ur. 1257 r., poślubił Agnieszkę Karyncką, a następnie Elżbietę von Arnshaugk)
- Dytryk (Diezmann) (ur. 1260 r.)
- Agnieszka (poślubiła przed 1284 r. Henryka von Braunschweig-Grubenhagen.

Gdy Albrecht II związał się Kunegundą von Eisenberg Małgorzata uciekła z zamku Wartburg 24 czerwca 1270 r. i przybyła do Frankfurtu nad Menem. Tam zmarła 6 tygodni później.

## Literatura
- Stichart, Franz Otto, Galerie der sächsischen Fürstinnen; biogr. Skizzen sämtlicher Ahnfrauen des kgl. Hauses Sachsen, Leipzig 1857.
- Meyer, Johannes, Frauengestalten und Frauenwalten im Hause Wettin, Bautzen 1912.